# Джил, Винсент
Винсент Джил (англ. Vincent Gil; 1939, Сидней — 21 августа 2022) — австралийский актёр кино и ТВ, наиболее известной ролью которого стал гонщик Кроуфорд Монтазано по прозвищу Ночной Ездок в культовом фильме Джорджа Миллера «Безумный Макс» (1979). Он также снимался в многочисленных фильмах и эпизодах австралийских телесериалов (всего более 60-ти). В 1980-х и 1990-х годах Джил время от времени также участвовал в качестве сценариста в некоторых сериалах телевидения Австралии.

## Избранная фильмография
| Год  |   | Русское название   | Оригинальное название | Роль                                |
| ---- | - | ------------------ | --------------------- | ----------------------------------- |
| 1974 | ф | Стоун              | Stone                 | Доктор Смерть                       |
| 1979 | ф | Безумный Макс      | Mad Max               | Кроуфорд Монтазано / «Ночной Ездок» |
| 1988 | ф | Крик в темноте     | A Cry in the Dark     | Рофф                                |
| 1993 | ф | Расплавленное тело | Body Melt             | Пад                                 |
| 2001 | ф | Банк               | The Bank              | шериф                               |
| 2011 | с | Отдел убийств      | City Homicide         | Берт Робсон                         |